# Pulemiec
Pulemiec (ukr. Пулемець) – wieś w rejonie kowelskim obwodu wołyńskiego. W II Rzeczypospolitej miejscowość była siedzibą gminy wiejskiej Pulmo, a następnie Pulemiec w powiecie lubomelskim województwa wołyńskiego. 
Wieś liczy 667 mieszkańców. W 1938 roku zbudowano tu niewielki kościół katolicki, który zaprojektował inż. architekt Stanisław Słowikowski.
Znajduje się tu cerkiew św. Michała, wybudowana w latach 1991–1996. 
Do II wojny światowej w pobliżu miejscowości znajdował się chutor Podgórze.
Do 2020 w rejonie szackim.

## Urodzeni w Pulemcu
- Stefan Sobieszczański – polski polityk, inżynier elektryk, poseł na Sejm kontraktowy[3].

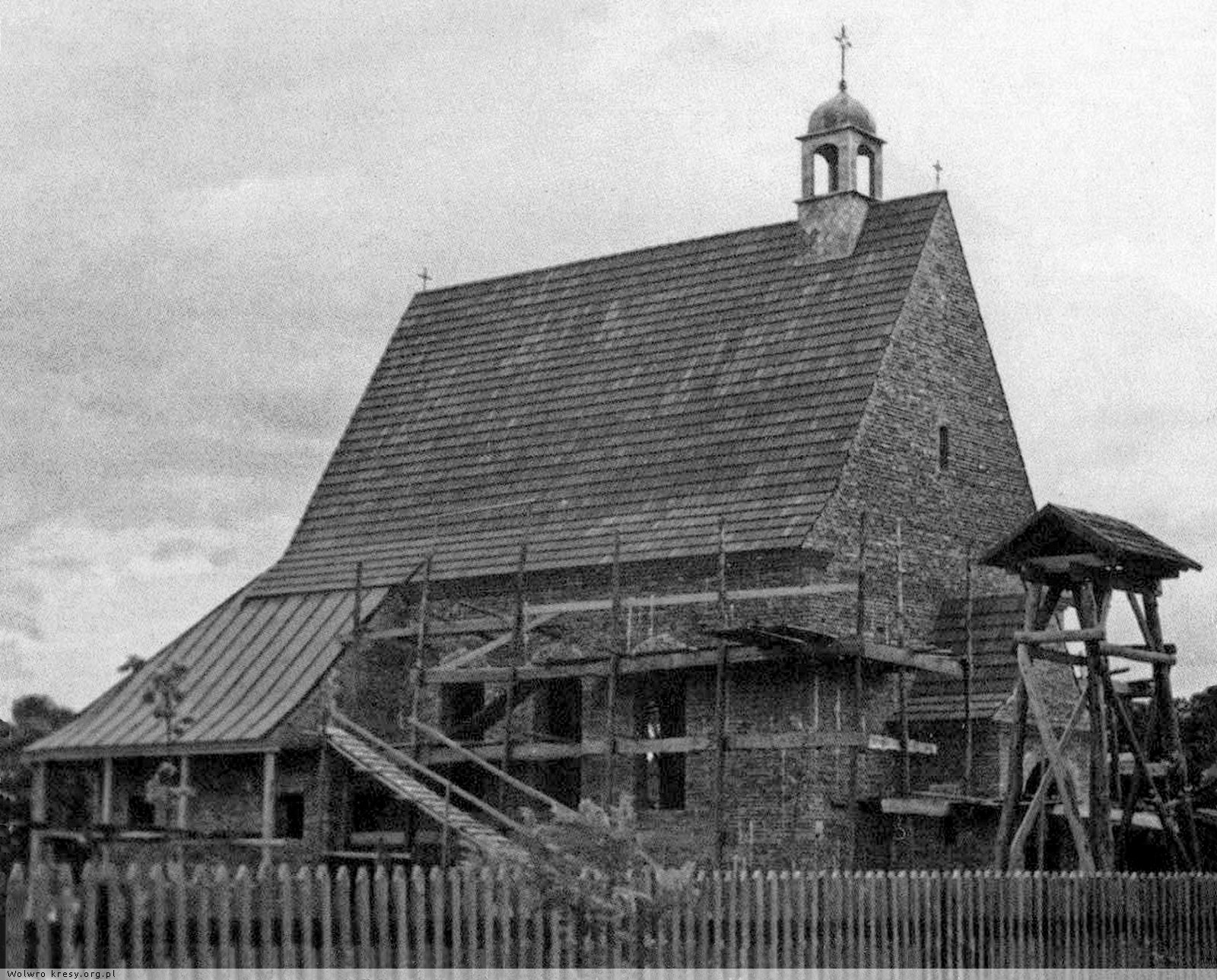
Kościół podczas budowy